# Émile Fourcault
Pour les articles homonymes, voir Émile et Fourcault.
Émile Fourcault, né à Saint-Josse-ten-Noode le 1er juin 1862 et mort à Lodelinsart le 11 octobre 1919, est un ingénieur, industriel et inventeur belge. Il a mis au point et introduit dans l'industrie verrière de nouveaux procédés de fabrication mécanique du verre. Il a ainsi permis l'essor de la verrerie dans le Pays de Charleroi et en Belgique au XXe siècle.

## Biographie
Émile Jules Charles Fourcault, né à Saint-Josse-ten-Noode le 1er juin 1862 est le fils de Laurent Amédée Fourcault (aussi appelé Amédée Fourcault-Frison) et d'Emma Frison. Le 12 avril 1898, il épouse Eugénie Lemaigre, fille du président du tribunal de première instance de Charleroi, à Marcinelle. Trois enfants naissent de cette union.
Son père, dont la famille est d'origine française, est d'abord officier dans l'armée belge avant de prendre la direction des verreries fondées en 1836 par Jules Frison, son beau-père, à Lodelinsart. En 1892, Amédée Fourcault-Frison est également élu sénateur libéral de Charleroi.
Son fils, Émile Fourcault étudie d'abord au lycée de Metz avant d'intégrer l'École spéciale des mines et des arts et manufactures de Liège, aujourd'hui intégrée à l'Université de Liège, où il décroche un diplôme d'ingénieur des mines en 1885. Il est passionné par les avancées technologiques et dispose déjà par l'intermédiaire de sa famille d'une assise industrielle importante. Il est l'homme providentiel grâce auquel le Pays de Charleroi va devenir le berceau de la fabrication mécanique du verre.
En plus de veiller aux processus de fabrication de la verrerie de Dampremy, Émile Fourcault assume des responsabilités publiques. Dans la garde civique, il devient capitaine-commandant du bataillon des chasseurs-éclaireurs de Lodelinsart et il participe aux débats de l'Association libérale de Charleroi. En octobre 1995, l'assemblée générale de l'Association des maîtres de verreries belge le désigne comme président. En 1900, il prend la direction des Verreries de Dampremy.
Émile Fourcault est aussi un homme de conviction qui croit tout d'abord à la force de l'enseignement, à l'étude, pour faire progresser la classe ouvrière. Pour lui, il est nécessaire que les jeunes verriers aient reçu une instruction, que leur art ne soit pas uniquement le résultat d'une étude empirique. Il croit aussi à la science, au progrès, aux bienfaits de la mécanisation pour la Société.
Il est l'inventeur, avec Émile Gobbe de l'étirage du verre à vitre. Avant lui, pour obtenir du verre à vitre, le souffleur de verre soufflait un ballon appelé — appelé « canon » ou « manchon » —   qui était ouvert et recuit.

## Dépôt d'un brevet

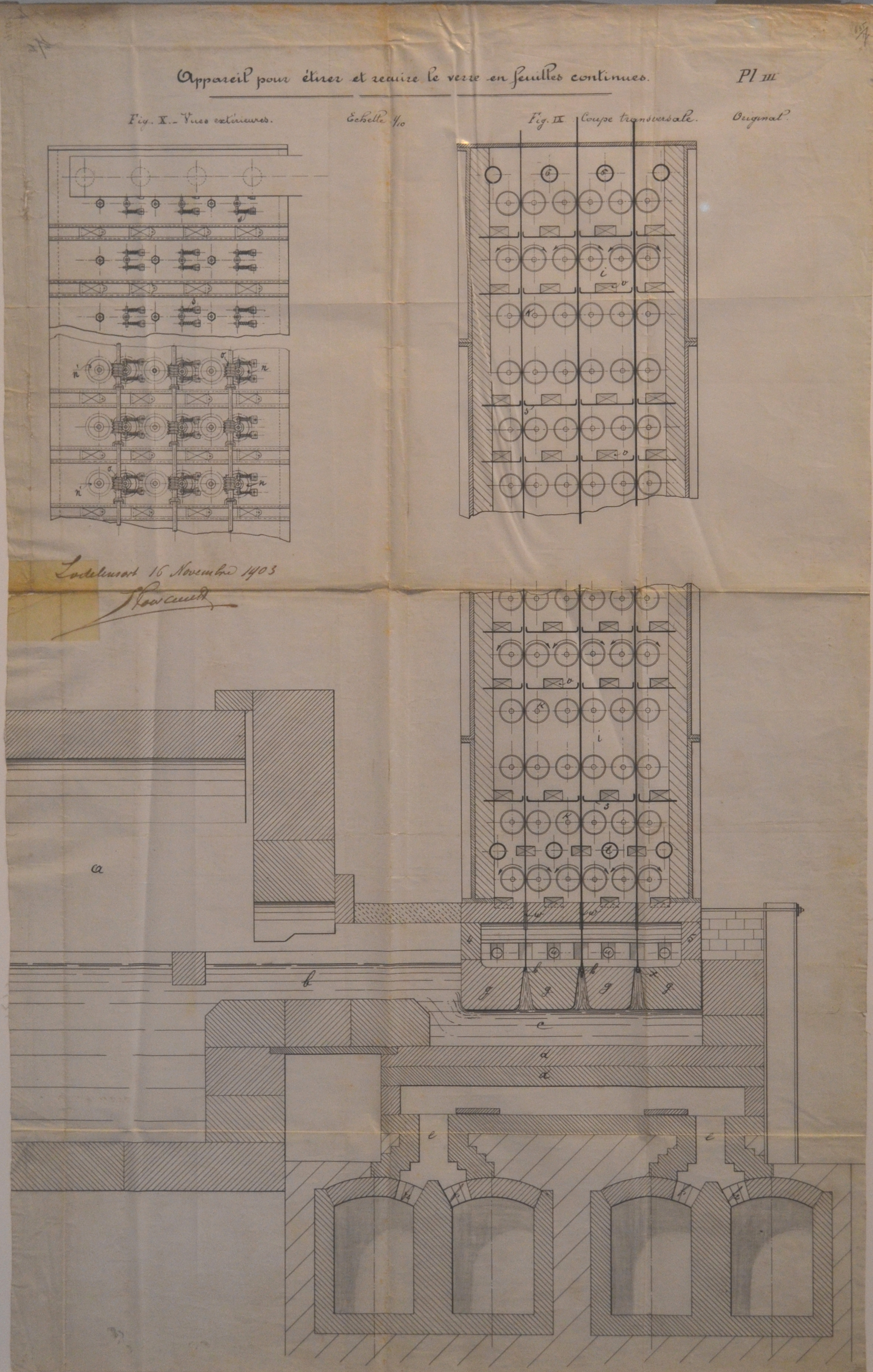
Dessin original de la planche III du brevet de 1903.

Procédé Fourcault avec détail de la débiteuse.

Avec les données techniques de l'ingénieur Émile Gobbe — qui poursuit en laboratoire des recherches sur la fabrication mécanique du verre — les premières expériences industrielles de la fabrication du verre plat sont menées en 1901 à la Verrerie de Tilly dans le Brabant wallon, dont Fourcault est d'ailleurs un des administrateurs. Elles se poursuivent ensuite à la verrerie familiale de Dampremy (Charleroi).
Un premier brevet concernant l'étirage mécanique du verre est déposé le 26 octobre 1901. Le Ministère de l'industrie et du travail enregistre un autre brevet pour un appareil servant à étirer et à recuire le verre en feuilles continues, le 30 novembre 1903.
Mais Émile Fourcault rencontre de nombreuses difficultés, dont l'une (non des moindres) est le manque cruel de soutien des autres maîtres verriers. C'est grâce au soutien logistique de son beau-frère Georges Despret, directeur de la Manufacture des glaces à Jeumont que les expériences se poursuivent. Celui-ci convainc la Convention internationale des Glaceries d'apporter les capitaux nécessaires.
En 1906, Fourcault peut se vanter devant la Chambre syndicale des inventeurs de Bruxelles qu'il a enfin réussi à étirer des feuilles de verre d'un mètre de large et d'une épaisseur uniforme, pouvant varier entre deux et huit millimètres. Fourcault construit alors un nouveau four avec une étireuse à Dampremy.
Malgré les résultats prometteurs, l'Association des maîtres de verreries belge ne se montre guère enthousiaste. On lui reproche la production d'un verre de mauvaise qualité, qui ne correspond pas à la renommée mondiale du verre de Charleroi. Pourtant, Émile Fourcault est convaincu de la nécessité d'industrialiser la fabrication du verre à vitres. Dans l'édition de l'Écho de l'Industrie de Charleroi du 22 mai 1910, il exhorte les maîtres des verreries belges à « sortir de la profonde ornière où ils se trouvent enlisés, de s'orienter résolument dans la voie d'un progrès nécessaire à leur existence. »

## Réussite industrielle
C'est finalement grâce à des financements extérieurs, en provenance d'Autriche et d'Allemagne que la première verrerie mécanique S.A. des Verreries de Dampremy voit le jour en 1912 et pour y parvenir, l'entreprise commence la production avec huit machines étireuses. Sa production, dont la qualité s'améliore peu à peu, attire l'attention du patronat verrier qui s'intéresse de plus en plus à l'étirage mécanique du verre à vitres, au détriment du soufflage mécanique.

## Compromission durant la Première Guerre mondiale
La Première Guerre mondiale, ici comme dans la sidérurgie, va stopper tout l'effort industriel wallon et va placer en léthargie la diffusion du procédé de fabrication mécanique du verre à vitre. Mais un administrateur autrichien de Dampremy persuade le gouverneur allemand de la Belgique occupée Moritz von Bissing de permettre les approvisionnements nécessaires à la poursuite de la production. Fourcault accepte malgré l'équivoque politique de le faire sous l'occupation allemande. Travailler avec l'occupant a été pour lui la seule option envisageable pour permettre d'assurer la survie de l'industrie verrière, en Belgique.
Quand la Première Guerre mondiale vient à son terme, la production de son usine est à l'arrêt. En mai 1919, Fourcault est arrêté par la gendarmerie de Lodelinsart et incarcéré à la prison de Charleroi. Il est poursuivi en justice pour crime contre la sûreté de l'Etat car suspect de collaboration économique avec l'occupant allemand. Il est libéré en juillet 1919 mais meurt quatre mois plus tard à 57 ans foudroyé par une attaque. Il est inhumé au cimetière de Lodelinsart.
La verrerie wallonne profitera toutefois de son invention et pourra continuer à soutenir la concurrence des États-Unis, qui ont eux aussi adopté un procédé analogue de fabrication.

## L'après Fourcault
Si, au sortir de la guerre, l'Union Verrière, sortie grande gagnante de la grève de 1919, croit les menaces de la mécanisation évanouies avec le décès d'Émile Fourcault, d'autres y voient le seul moyen de sauver la verrerie belge de son propre étouffement.
Pourtant, les maîtres des verreries restent assez frileux à l'idée d'adopter le procédé de mécanisation mis au point par Fourcault et Gobbe. En effet, beaucoup ont peur de mettre en danger la survie de la verrerie s'ils prennent la décision de la moderniser. Parmi les verriers qui se risquent dans l'aventure, il y a ceux qui ont, très tôt, collaboré avec Gobbe et Fourcault, notamment Ernest Delacuvellerie, ingénieur civil des mines, qui avait aidé au développement du mécanisme.
Dans un premier temps, seules trois familles de maîtres de verreries prennent les devants et investissent dans la création de nouvelles entreprises, tout en continuant parallèlement à exploiter l'ancien procédé : la S.A. des Verreries des Hamendes à Jumet, qui financent la création de Mécaniver (1921), la famille Baudoux, qui participe à la mise sur pied de la S.A. des Verreries campinoises (1926), et la S.A. Verrerie de Jumet appartenant à la famille Monnoyer, dont une division est constituée en S.A. des verreries mécaniques du Centre (1924).

## Le procédé Fourcault
Le procédé mis au point par Émile Fourcault et Émile Gobbe consiste en un flotteur en terre réfractaire qui surnage dans le verre en fusion (pour rappel, la température de fusion du verre se situe autour de 1 400 °C, alors que la terre réfractaire ou « terre à feu » commence à se déformer autour de 1 500 °C). Le fond de ce flotteur, appelé débiteuse, est percé d'une fente dont les lèvres sont en-dessous du niveau du verre en fusion contenu dans le four à bassin.
En vertu du principe des vases communicants, la masse vitrifiée déborde au-dessus des lèvres.
Alors, une amorce métallique descend verticalement dans la fente et se soude au verre surgi à travers la débiteuse. Par l'action de rouleaux accouplés, on remonte l'amorce métallique qui entraîne dans son sillage le verre ainsi émergé et, en proportionnant la vitesse de traction à celle du débit de la source du bassin, on arrive à former un ruban de verre cohérent. Le verre monte dans une sorte de cheminée composée d'une suite de compartiments dont les températures sont régulièrement décroissantes, grâce au rayonnement de tubes refroidisseurs à circulation d'eau. Après un parcours de 8 à 10 mètres, la feuille de verre sort du plancher de recette et peut être découpée aux dimensions voulues. Le débiteur Fourcault est cependant source de stries d'étirage. Ce défaut est corrigé par Ernest Delacuvellerie, ingénieur de Fourcault.
Une fable amusante raconte que Emile Fourcault en aurait eu l'idée en étalant une couche de confiture sur sa tartine.
Celui-ci va remplacer la débiteuse par une barre d'étirage, immergée dans le verre en fusion, et qui assure un départ rectiligne à la feuille. Cette innovation est mieux connue sous le nom de procédé Pittsburg,.

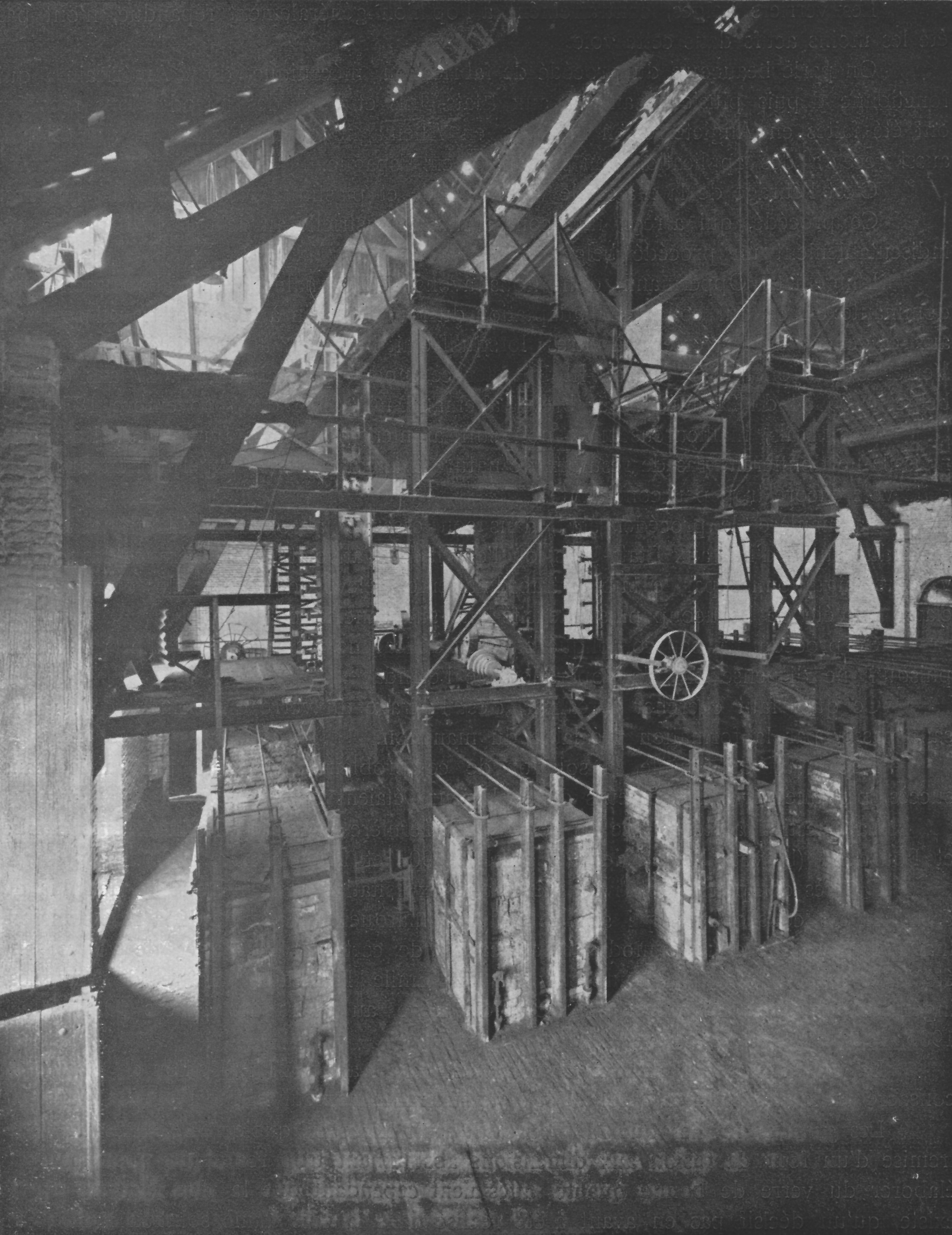
Vue de trois machines à étirer le verre en feuilles sans fin.
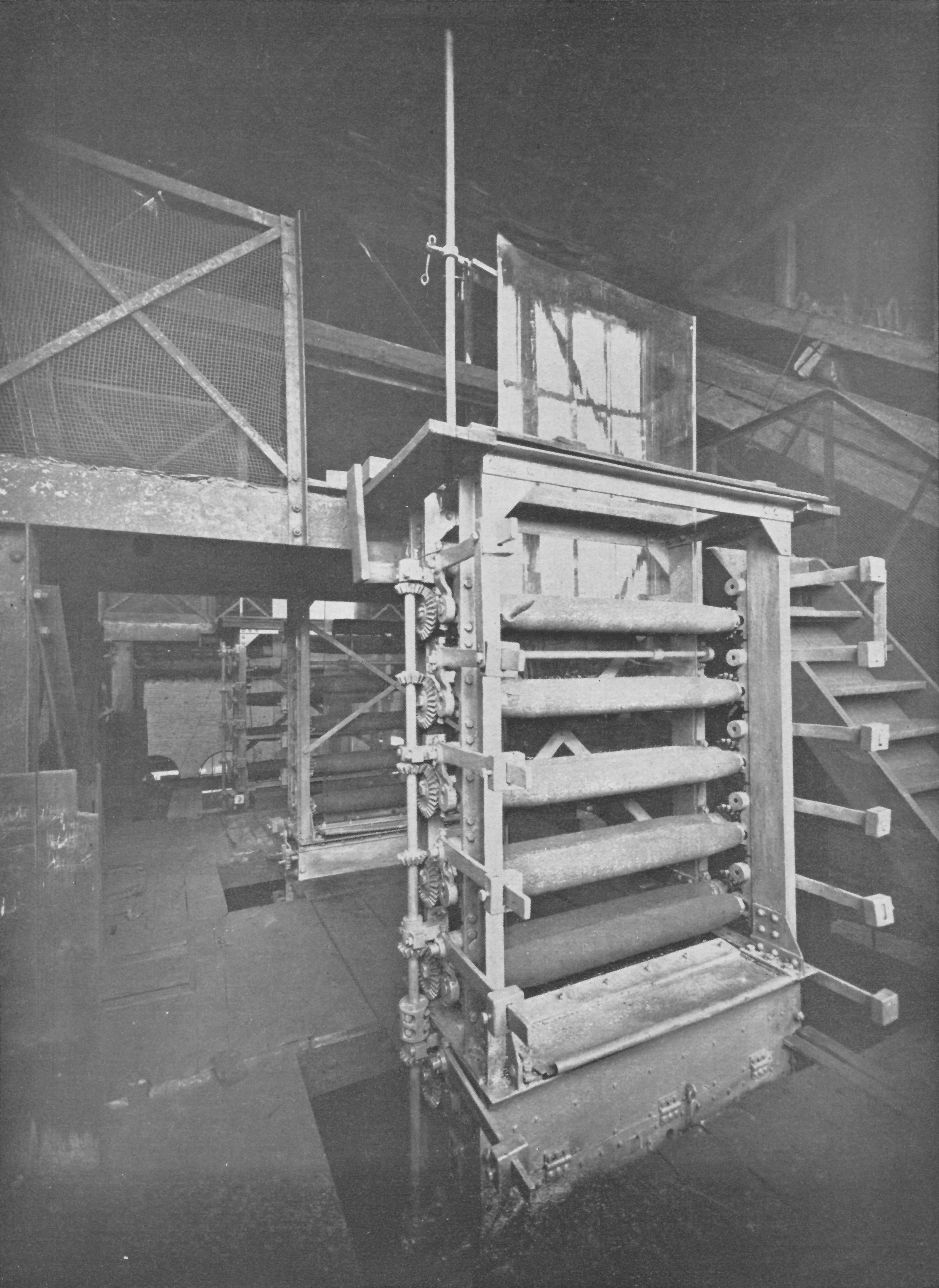
Sortie des feuilles des appareils à étirer.

## Distinctions et hommages
Son nom a été donné à une rue de Dampremy et à la bibliothèque Centre Émile Fourcault dans la même localité. Un timbre a été édité par la poste belge à son effigie et à celle d'Émile Gobbe en 1955.
- Officier de l'ordre de Léopold